# Leo Ferrero
Leo Ferrero (Torino, 16 ottobre 1903 – Santa Fe, 26 agosto 1933) è stato uno scrittore e drammaturgo italiano.

## Biografia
Leo Ferrero nacque a Torino dal noto storico Guglielmo Ferrero e da Gina Lombroso, scrittrice, medico e figlia del celebre antropologo Cesare Lombroso. La famiglia si trasferì nel 1916 a Firenze e Leo, già ottimo conoscitore della lingua francese, dal 1917 iniziò a collaborare alla rivista letteraria «Les Jeunes Auteurs». Appassionato di teatro, scrisse nel 1919 La favola dei sette colori e nel 1921 Il ritorno di Ulisse, due drammi in versi di argomento mitologico.
Viaggiando frequentemente con il padre in diversi paesi d'Europa, a Parigi fu colpito dalle opere teatrali di Denys Amiel e di Paul Géraldy: nel 1923 scrisse La chioma di Berenice, e nel 1924 Le campagne senza Madonna, due drammi in tre atti, il primo sulla relazione tra Catullo e Lesbia, il secondo, d'ambientazione moderna, è la rappresentazione della vita di due coniugi secondo l'ispirazione intimista dei due autori francesi. Quello stesso anno Leo pubblicò con il padre La palingenesi di Roma, una storia della storiografia romana da Livio a Machiavelli.
Leo Ferrero, iscritto dal 1921 alla Facoltà di lettere all'Università di Firenze, collaborava con articoli di critica letteraria e teatrale su «Il Secolo» - collaborazione interrotta nel 1923 a seguito della fascistizzazione del quotidiano - su «Il Mondo» di Corrado Alvaro, su «Il Baretti» di Piero Gobetti e su «La Fiera Letteraria» di Umberto Fracchia. La posizione apertamente antifascista del padre coinvolse tutta la famiglia Ferrero che si trovò a essere senza passaporto e costantemente sorvegliata dalla polizia politica: tali vicende furono descritte da Leo, anche con ironia e umorismo, nel Diario di un privilegiato sotto il fascismo, pubblicato postumo.
Nel 1927 Leo fu costretto a cessare la collaborazione con La Fiera Letteraria. Fu tuttavia collaboratore di quotidiani e periodici esteri, come «Le Figaro», «La Dépêche de Toulouse», il «New York Sunday Times», «Les Nouvelles littéraires», «La Révue juive», e altri, e tra i promotori della rivista «Solaria», fondata nel 1926 dall'amico Alberto Carocci, una delle migliori riviste letterarie del tempo, aperta alle esperienze culturali europee. Nell'articolo Perché l'Italia abbia una letteratura europea, Ferrero riteneva necessario che la letteratura italiana dovesse caratterizzarsi da un forte impegno morale e sociale secondo il solco aperto dai grandi romanzi europei dell'Ottocento, senza indulgere negli sperimentalismi dell'avanguardia.
Laureatosi alla fine del 1927 con una tesi su Leonardo e sapendo di non avere prospettive di lavorare liberamente in Italia, ottenuto il passaporto, nel 1928 si trasferì a Parigi, dove frequentò i molti antifascisti italiani lì presenti, in particolare Andrea Caffi, Lauro De Bosis, Giansiro Ferrata, Aldo Garosci e Carlo Levi, ma anche André Gide, André Malraux e Paul Valéry, autore dell'introduzione al suo studio Léonard de Vinci ou l'oeuvre d'art, rielaborazione della tesi di laurea, pubblicato nel 1929.

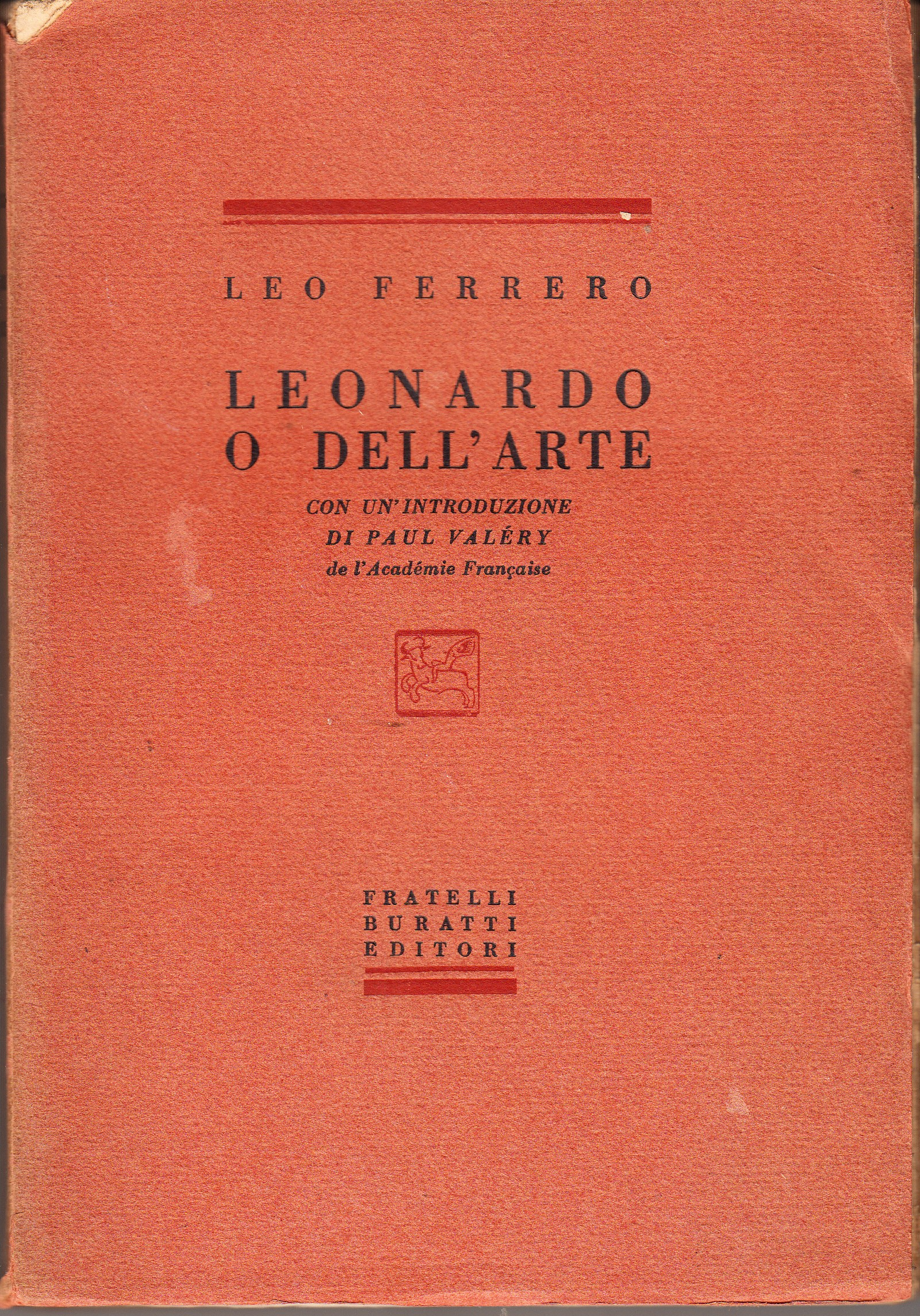
Copertina di Leonardo o Dell'arte

Del 1932 è il saggio Paris, dernier modèle de l'Occident, che affronta il problema della crisi politica europea vista come una frattura esistente tra le élite intellettuali e le classi dirigenti dei paesi occidentali. Solo in Francia, a suo giudizio, esisteva ancora accoglienza dei valori culturali dai circoli intellettuali, radicati eminentemente nella capitale, e la classe politica ed economica francese. A Parigi Ferrero tentò anche il romanzo. Un primo tentativo, Le misanthrope de Padoue, non lo soddisfece e distrusse il manoscritto. Il secondo, Espoirs, descrive le vicende di un gruppo di giovani i cui progetti, essendo essi incapaci di rapportarsi con la realtà, sono destinati al fallimento.
Ottenuta una borsa di studio dalla Fondazione Rockfeller per una ricerca sugli Indiani del Nuovo Messico, nel settembre del 1932 Ferrero si trasferì negli Stati Uniti e qui, a Santa Fe, morì il 26 agosto 1933 in un incidente automobilistico.
Tra le sue carte fu trovato il dramma satirico Angelica, personificazione dell'Italia soggetta al fascismo. Il cavaliere Orlando libera Angelica dalle grinfie di un tiranno, che viene rovesciato, ma l'impresa, dopo un primo momento di entusiasmo, lascia deluso gran parte del popolo, che dalla dittatura ricavava pur sempre dei vantaggi. La prima messa in scena in assoluto è avvenuta ad opera di Georges Pitoëff (Parigi, Théâtre des Mathurins, 20 luglio 1936). La prima rappresentazione italiana è stata per iniziativa della Compagnia del Teatro dell'Arte di Firenze (regia di Alessandro Brissoni, aprile 1946) e poi con il Centro Universitario Teatrale di Roma (26 gennaio 1948, regia di Lucio Chiavarelli, con Giulietta Masina e Marcello Mastroianni). Successivamente è stata ripresa dal Teatro Stabile di Torino per la regia di Gianfranco De Bosio (XVIII Festival Internazionale della Prosa di Venezia, 15 luglio 1959).
Ferrero lasciò altri scritti: le raccolte di versi e prose Désespoirs e La catena degli anni, i saggi Meditazioni sull'Italia, Amérique, miroir grossissant de l'Europe, Le secret de l'Angleterre e scritti vari di critica letteraria.

## Opere
- La chioma di Berenice. Le campagne senza Madonna. Drammi, prefazione di Adriano Tilgher, Milano, Athena, 1924
- Léonard de Vinci ou l'oeuvre d'art, Paris, Kra, 1929
- Paris, dernier modèle de l'Occident, Paris, Rieder, 1932
- Angelica, Lugano, Nuove Edizioni Capolago, 1934
- Espoirs, prefazione di Guglielmo Ferrero, Paris, Rieder, 1935
- Désespoirs, Poèmes en prose, prières, pensées, prefazione di Gina Lombroso, Paris, Rieder, 1937
- Meditazioni sull'Italia, Lugano, Nuove Edizioni Capolago, 1939
- La catena degli anni. Poesie e pensieri fra i venti e i ventinove anni, prefazione di Gina Lombroso, Lugano, Nuove Edizioni Capolago, 1939
- Amérique, miroir grossissant de l'Europe, Paris, Rieder 1939
- Appunti sul metodo della Divina Commedia, Lugano, Nuove Edizioni Capolago, 1940
- Il ritorno di Ulisse. La favola dei sette colori. Drammi, Lugano, Nuove Edizioni Capolago 1941
- Le secret de l'Angleterre, prefazione di Guglielmo Ferrero, Genève, Editions de Présence, 1941
- Trois Drames. Quand les hommes rêvent ou Poids d'or. La chevelure de Berenice. Les campagnes sans Madone, Genève, Editions de Présence, 1942
- Meditaciones sobre la civilización en los Estados Unidos y en México, traduzione di A. Teja Zabre, México, Cuadernos de Letras, 1942
- Diario di un privilegiato sotto il fascismo, Torino, Chiantore, 1946
- Il muro trasparente, a cura di M. Scotti, Milano, Scheiwiller, 1984 ISBN 978-88-7644-019-9